# Departamento Administrativo de Seguridad
Departamento Administrativo de Seguridad (in italiano: Dipartimento amministrativo di sicurezza) o DAS è un'agenzia di sicurezza della Colombia, responsabile anche dei servizi di immigrazione nato per volere del presidente Alberto Lleras Camargo per decreto 1717 del 18 luglio 1960, e sostituì il Departamento Administrativo del Servicio de Inteligencia Colombiana (SIC). Fu sciolto il 31 ottobre 2011. Ora è sostituito dall'Agencia Nacional de Inteligencia Colombiana (ANIC).

## Storia
Le funzioni del DAS furono disposte con il decreto legge 512 del 1989, durante la presidenza di Virgilio Barco Vargas.

### Bombe del 1989
Il 6 dicembre 1989 il cartello di Medellín ha fatto detonare 500 kg di esplosivo di fronte al quartier generale del DAS a Bogotà causando 49 morti e 600 feriti. Fu il secondo peggior attentato terroristico in Colombia dopo la tragedia del volo Avianca 203 di un mese prima.

### Organizzazione apolitica
Il DAS formalmente divenne l'organizzazione della sicurezza statale, come un'istituzione apolitica professionale e tecnica durante la presidenza di César Gaviria Trujillo per decreto 2110 del 1992.